# Johannes Wasmuth (Galerist)
Johannes Wasmuth (* 11. August 1936 in Warburg; † 16. September 1997 in Rolandseck) war ein deutscher Galerist, Kunstsammler und Promotor des Kunstbahnhofs Rolandseck.

## Leben
Johannes Wasmuth war das jüngste von drei Kindern. Die Eltern betrieben in Warburg ein Kolonialwarengeschäft. 1956 ging er nach Neuss und arbeitete zunächst als Schaufensterdekorateur. Danach organisierte er in einer Kooperation mit den Kleinen Brüdern Jesu für Kinder, die im Ruhrgebiet in Obdachlosensiedlungen wohnten, Erholungsreisen und Patenschaften. 1959 zog Wasmuth nach Düsseldorf und lernte Studenten der Kunstakademie kennen, darunter den damals noch unbekannten Günther Uecker. Für den von Wasmuth geplanten Bau eines Kindergartens sollten Finanzierungsmittel über den Erlös einer Kunstauktion eingeworben werden. Er veranlasste die Kunststudenten, aber auch die Bildhauer Gerhard Marcks und Ewald Mataré sowie den Maler Georg Meistermann zum Spenden von Kunstwerken. Diese erste Auktion war jedoch kein Erfolg.
Für eine nächste Verkaufsausstellung konnte Johannes Wasmuth im Jahr 1960 in Paris Bilderspenden weltberühmter Künstler einwerben: Picasso, Chagall, Braque, Giacometti, Miró, Dali, Kokoschka und Arp. Für diese Aktion, die ein finanzieller Erfolg wurde, übernahm der nordrhein-westfälische Ministerpräsident Franz Meyers das Patronat. Wasmuth gründete nun die Fördergemeinschaft Kinder in Not, an der sich Kommunalpolitiker, Wohlfahrtsverbände, Kirchen und Künstler beteiligten. Die Fördergemeinschaft baute Kindergärten in Duisburg, Mönchengladbach, Düsseldorf und Bonn.
Aus diesen Aktivitäten heraus organisierte Johannes Wasmuth in Bad Godesberg die Gründung seiner Galerie Pro, in der beispielsweise der Maler Johannes Grützke im Jahr 1964 seine erste Einzelausstellung hatte. Auf der Suche nach einem zentralen Ort für größere Events entdeckte Wasmuth 1964 den Bahnhof Rolandseck, der sich in ruinösem Zustand befand und zum Abriss vorgesehen war.

## Organisation

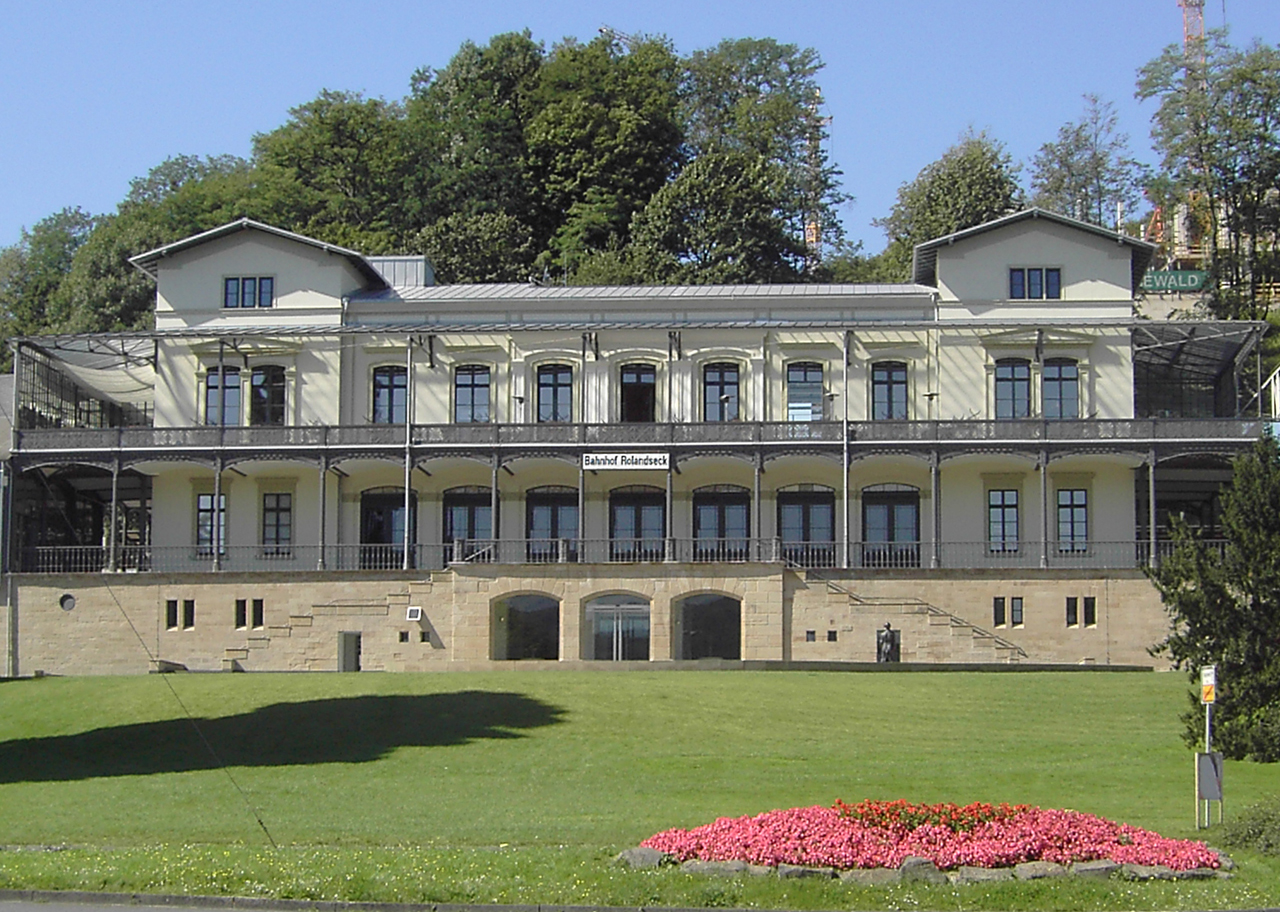
Bahnhof Rolandseck im Jahr 2005

Um den Bahnhof Rolandseck als kulturelle Institution zu erhalten, gründeten 1965 die Gesellschafter Stefan Askenase, Yaltah Menuhin (1921–2001, Schwester von Yehudi Menuhin) und Johannes Wasmuth die arts and music GmbH in der Rechtsform einer Gesellschaft mit beschränkter Haftung. Wasmuth übernahm die Geschäftsführung. Dem Beirat der Gesellschaft gehörten u. a. an:
 Martha Argerich, Maurice André, Antonio Calderara, Pierre Fournier, Hans Friderichs, Richard Hauser, Gabriele Henkel, Oskar Kokoschka, Gerd Lohmer, Hans Richter, Theo Mayer-Kuckuk, Werner Schmalenbach und Günther Uecker.
Zum Konzept der Gesellschaft gehörte es von Anbeginn, durch Konzerte, Lesungen und Ausstellungen eine enge Verknüpfung von Musik, Literatur und bildender Kunst zu schaffen. Am 15. Mai 1969 veröffentlichte Marcel Marceau das Manifest von Rolandseck als Aufruf zur Unterstützung:
„Wir bitten Euch um Eure Hilfe, damit Rolandseck bestehen und uns alle aufnehmen kann (…) Der Bahnhof Rolandseck wird das Theater sein, in dem sich alle Künste vereinen, um das Wunderbare zu schaffen.“
Zugleich wurde im Bahnhof Rolandseck ein Gast-Atelier eingerichtet. Schließlich konnte arts & music diese Privatinitiative in eine vom Land Rheinland-Pfalz gegründete Stiftung Bahnhof Rolandseck einbringen. Dadurch sollte die wirtschaftliche Existenz langfristig gesichert werden. 1972 erwarb das Land Rheinland-Pfalz den Bahnhof von der Deutschen Bundesbahn im Wege des Grundstückstauschs.

## Position
Durch seine Aktivitäten konnte der Kunstvermittler Johannes Wasmuth in mehr als dreißig Jahren seine Idee verwirklichen, den Bahnhof Rolandseck zu erhalten, zu sanieren und zu einem exklusiven Kunstzentrum am südlichen Rand der damaligen Bundeshauptstadt Bonn zu machen.
Zu Wasmuths Leistungen zählt auch die Initiative, Werke von Hans Arp und von Sophie Taeuber-Arp im Souterrain des Bahnhofs zu präsentieren. Daraus entstand schließlich das im September 2007 eröffnete Arp Museum Bahnhof Rolandseck, dessen Neubau nach den Plänen des Architekten Richard Meier errichtet wurde.

## Ehrung
- 1986: Verdienstorden des Landes Rheinland-Pfalz.

## Ausstellungen
- 1988: August Sander, Einzelausstellung Siebzig Fotografien aus dem J. Paul Getty Museum, Katalog
- 1989: Pidder Auberger, Einzelausstellung Die Macht der Wünsche
- 1997: Bruno Goller, Einzelausstellung, Katalog